# Plaga gris
La plaga gris (en inglés grey goo, donde goo se refiere a una sustancia informe y viscosa) se refiere a un hipotético fin del mundo que involucraría la nanotecnología molecular. Según esta hipótesis, un conjunto de robots se autorreplicarían sin control consumiendo toda la materia viva en la Tierra, materia que emplearían para crear y mantener más robots (a un escenario tal se le conoce como ecofagia).
El término usualmente se usa dentro del contexto de la ciencia ficción. En el peor de los casos, toda la materia en el universo podría convertirse en una masa inmensa de nanomáquinas en proceso de replicación y sin un orden concreto, matando a todos los habitantes del universo. El desastre es propuesto como resultado de una mutación accidental en una nanomáquina que se autorreplica usada con otros propósitos, o posiblemente de un arma de destrucción hecha deliberadamente.

## Definición de plaga gris
El término fue usado por primera vez por el pionero de la nanotecnología Eric Drexler en su libro La nanotecnología: el surgimiento de las máquinas de creación (Engines of Creation, de 1986). En el capítulo 4, Máquinas de Abundancia, Drexler explora un aterrador escenario de crecimiento exponencial con estos ensambladores:

Así, el primer replicador ensambla una copia suya en mil segundos, entonces los dos replicadores ensamblan dos más en los siguientes mil segundos, esos cuatro construyen otros cuatro, y los ocho construyen otros ocho. Después de diez horas, no hay 36 nuevos replicadores, sino más de 68.000 millones. En menos de un día, pesarían una tonelada; en menos de dos días, sobrepasarían el peso de la Tierra; en otras cuatro horas, excederían la masa combinada del Sol y todos los planetas... si el reservorio de elementos químicos no se hubiera agotado mucho antes.

Drexler describe la plaga gris en el capítulo 11 «Máquinas de destrucción»:

...replicadores anticipados basados en autoensamblaje podrían derrotar a los más avanzados organismos modernos. "Plantas" con "hojas" no más eficientes que las celdas solares de hoy podrían dejar fuera de competencia a las plantas, llenando la biosfera de follaje no comestible. "Bacterias" omnívoras resistentes podrían sacar de competencia a las bacterias reales: podrían diseminarse como polen soplado, replicarse rápidamente, y reducir la biósfera a polvo en cuestión de días. Replicadores peligrosos podrían fácilmente ser fuertes, pequeños, y diseminarse demasiado rápido para ser detenidos... al menos si no hacemos ninguna preparación. Tenemos suficientes problemas controlando virus y moscas de la fruta.

Cabe mencionar que no es necesario que la plaga gris sea gris. Podría ser como una planta o una bacteria. Es solo el resultado de su ecofagia lo que podría asemejarse a una plaga gris.

## Plaga viviente
Una analogía conveniente para el problema de la plaga gris es considerar a la bacteria como el más perfecto ejemplo de nanotecnología biológica. Ya que éstas no han reducido al mundo a una plaga viva, algunos consideran improbable que una construcción artificial logre hacerlo con una plaga gris.
Incluso, algunas personas argumentan que una plaga viva, o incluso una combinación de nanotecnología y biotecnología para crear replicadores orgánicos, es una amenaza más realista que la plaga gris. Argumentando que las bacterias son ubicuas y extraordinariamente poderosas, Bill Bryson (2003) dice que la tierra es «su planeta» y que nosotros existimos porque «ellas nos lo permiten». Lynn Margulis y Carl Sagan (1995) van más allá, argumentando que todos los organismos, habiendo descendido de las bacterias, son en cierto sentido bacterias. Como mejor ejemplo tenemos a la mitocondria: son extraordinariamente parecidas a las bacterias, tiene su propio ADN distinto de la célula que la hospeda, su propia membrana, etc. y no puede vivir fuera de la célula que la alberga y viceversa. De hecho muchos tipos de bacterias son esenciales para la vida humana y son encontradas en grandes cantidades en el sistema digestivo humano, en una relación simbiótica.
De esta manera una plaga viva podría ser un organismo pluricelular que obtiene sus materiales crudos para crecer a través de ecofagia, y después crece a través de un proceso de ensamblaje exponencial como división celular.Esta revolucionaria tecnología plaga viva o green goo la nueva y mejorada gray goo no es más una teoría o ficción, actualmente ya desarrollan y perfeccionan nanobots hechos de material orgánico llamados xenobots que vienen con grandes capacidades y posibilidades (en el mundo de la medicina principalmente) en un futuro cercano.

## Riesgos y precauciones
No está claro si la nanotecnología molecular sería capaz de crear una plaga gris. Entre otras refutaciones comunes, los teóricos sugieren que el tamaño de las nanopartículas las inhibe de moverse muy rápido. Mientras que la materia biológica que compone la vida libera cantidades significativas de energía al oxidarse, y otras fuentes de energía como la luz del sol están disponibles, esta energía podría no ser suficiente para que los supuestos nanorrobots dejaran fuera de competencia a la existente vida orgánica que ya usa esos recursos, especialmente considerando cuánta energía usarían los nanorrobots para moverse. Si la misma máquina estuviera compuesta de moléculas orgánicas, entonces podría encontrarse a sí misma siendo cazada por bacterias ya existentes u otras formas naturales de vida.
Si los nanorrobots fueran construidos de compuestos inorgánicos o hechos de elementos que generalmente no son usados por la materia viviente, entonces necesitarían usar mucho de su metabolismo para pelear contra la entropía mientras purifican (reducen la arena a silicio por ejemplo) y sintetizan los bloques necesarios para la construcción. Habría poca energía química de materia inorgánica disponible como las rocas ya que, fuera de algunas excepciones (carbón, por ejemplo) la mayoría estaría oxidada y sin energía.
Asumiendo que un replicador molecular nanotecnológico fuera capaz de causar un desastre de plaga gris, ciertas medidas de precaución podrían incluir programarlos para dejar de reproducirse después de un cierto número de generaciones, diseñarlos para requerir un material raro que podría ser dispersado en el sitio de construcción antes de liberarlos, o requerir un control constante directo desde una computadora externa. Otra posibilidad es cifrar la memoria de los replicadores de tal manera que cualquier copia cambiada al ser descifrada termine en un estado disfuncional.
En Inglaterra, el Príncipe de Gales le pidió a la Royal Society que investigase el «enorme riesgo ambiental y social» de la nanotecnología en un informe, lo que obtuvo cierta repercusión mediática. El informe de la Royal Society sobre la nanociencia fue publicado el 29 de julio del 2004.
Recientemente, nuevos análisis han mostrado que el peligro de una plaga gris es mucho menos probable de lo que originalmente se pensó. Sin embargo, otros riesgos a largo plazo para la sociedad y el medio ambiente de la nanotecnología han sido identificados. El propio Drexler ha hecho un esfuerzo público para retractar su hipótesis del goo gris, en un esfuerzo para enfocar el debate en amenazas más realistas asociadas con el nanoterrorismo y otros posibles usos maliciosos.

## Citas famosas
- «No podemos permitir cierto tipo de accidentes», Eric Drexler, en La nanotecnología: el surgimiento de las máquinas de creación (Engines of Creation, 1986).
- «Desearía no haber utilizado nunca el término grey goo», Eric Drexler, en revista Nature, 10 de junio de 2004.

## En la cultura popular

### En libros
- Autofac es un relato de ciencia ficción escrito por Philip K. Dick que presenta uno de los acercamientos más tempranos a máquinas que se autorreplican.

- En la obra de Stanisław Lem Ciemność i Plesń (Oscuridad y Moho), 1959, esporas de una forma de vida artificial que puede usar energía nuclear escapan del laboratorio. Para que las esporas se activen, necesitan estar en la oscuridad y cerca de especies raras de moho (de ahí el título), después de eso crecen exponencialmente.

- En el libro La amenaza de Andrómeda (The Andromeda Strain, 1969, de Michael Crichton) también convertido en película, un virus de rápida evolución consume muchos tipos de moléculas orgánicas con resultados catastróficos. Esta historia cubre a la vez la plaga gris y el escenario de virus fuera de control.

- Del mismo autor, Presa (Prey, 2002) presenta un escenario más limitado, donde una compañía en Nevada libera nanorrobots de autoensamblaje en el desierto, donde rápidamente se replican y evolucionan amenazando a todos los protagonistas humanos.

- La trama de la novela de El sistema reproductivo (The Reproductive System, 1968, de John Sladek) está basada en pequeñas máquinas (pero no a escala nanométrica) que recorren el mundo en busca de materiales para autorreplicarse. No se usa el término de «plaga gris», pero la idea es similar.

- En el manga Dirty Pair dibujado por Adam Warren (1979), la humanidad se ha aventurado hacia las estrellas como resultado del Nanocataclismo de Nodachi (usualmente llamado solo «el nanocataclismo»), donde elementos nanotecnológicos absorbieron la mayoría del sistema solar antes de ganar conciencia y aniquilarse a sí mismos para salvar a sus creadores. Como resultado, con raras excepciones la nanotecnología se prohíbe en las civilizaciones humanas.

- La novela de Greg Bear Música en la sangre (Blood Music, 1983) es un clásico del campo, representando una forma de plaga gris originalmente derivada de los linfocitos humanos.

- La novela gráfica de Frank Miller, Rōnin (1983-1984) transcurre en una Nueva York del futuro que ha sido tomada por un complejo computacional pos-singularidad capaz de autorreplicarse físicamente.

- En la novela de Jeffrey Carver, From a Changeling Star (1989), los nano-agentes médicos (NAG), capaces de curar un cuerpo humano de traumas severos, pierden peligrosamente el control causando amnesia y comportamiento extraño. Los NAG competentes, conocidos colectivamente como una inteligencia llamada Dax, ayudan a reconstruir las memorias y revelan una conspiración relacionada con un intento de hacer que la estrella Betelgeuse se vuelva supernova.

- La novela Aristoi (1993, de Walter Jon Williams) presenta un futuro donde la tierra es consumida y destruida por un nanorrobot fugitivo conocido como mataglap, del indonesio mata gelap, que significa ‘ojo nublado’, ‘ojo oscuro’ u ‘ojo dilatado’. Mata Gelap se considera una indicación de alguien ciego a la razón, posiblemente a punto de perder el control.

- En El canal de piedra (The Stone Canal, 1996) de Ken MacLeod la plaga azul es el equivalente de un antiséptico para nanomáquinas.

- En las novelas de La Saga de Akasa-Puspa, de Juan Miguel Aguilera y Javier Redal, la Vía Láctea está bajo el avance imparable de unas máquinas autorreplicantes; los humanos se hallan ya únicamente en un cúmulo globular.

- En el cuento de 1958 Los cangrejos caminan sobre la isla, de Anatoly Dneprov, dos científicos experimentan con máquinas capaces de autorreplicarse que terminan consumiendo todos los recursos metálicos de la isla e incluso atacando a los humanos.

### En otros medios
- En el juego Tasty Planet, aparece un virus que crece con lo que come y toma su color y es indestructible,Tasty Planet: Back for seconds, el virus se come una máquina del tiempo y viaja por el tiempo hasta comerse el universo y en Tasty Planet Forever un astronauta en Marte cargaba hielo, el hielo se estaba derritiendo, cayó una gota, se creó el virus y empezó a comer todo hasta comerse el universo.

- En la serie de ciencia ficción Stargate SG-1 la raza lucha durante varias temporadas contra una plaga de replicantes, una plaga nanorrobótica extraterrestre amenaza con la extinción de todo ser vivo.

- En los juegos Plague Inc. y Plague Inc: Evolved existen nanovirus como plaga desbloqueable, con dos curas, el código de desactivación "Killswitch" y la cura "estándar", en esta se definen los mismos conceptos de ciencia ficción (el virus escapa y se empieza a reproducir sin control).

- En el juego Horizon Zero Dawn una plaga de robots de guerra autorreplicables consumen biomateria para funcionar, lo que provoca todos los acontecimientos de la historia, ambientada 900 años en el futuro.

- En la serie de televisión Futurama en el episodio diecisiete de la sexta temporada ("Benderama"), Bender se duplica a sí mismo en dos copias más pequeñas con el fin de evitar el trabajo. Sin embargo, los duplicados también quieren evitar el trabajo, por lo que crean su propio duplicado pero más pequeño, dando lugar a un gran número de copias cada vez más pequeñas de Bender que en última instancia, amenazan con consumir toda la materia en la Tierra.

- En el mundo virtual Second Life, es un término regular que suele referirse a objetos codificados por el jugador que se autorreplican fuera de control consumiendo poco a poco los recursos del servidor, lo que se asemejaría a un ataque de denegación de servicio.

- En el videojuego Outpost 2 de Sierra Entertainment hay un juego similar a Civilization basado en una colonia espacial en la que un laboratorio explota creando una plaga que consume todo a su alrededor. Como efecto colateral, el planeta entero acaba convertido en un gigantesco computador.

- En la secuencia de introducción de Deus Ex: Invisible War de Ion Storm, una bomba de nanotecnología llamada detonador de nanita, es usada por una célula terrorista para destruir Chicago. El resultado es una ola de plaga gris que consume y destruye toda la ciudad.

- El videojuego Civilization: Call to Power desarrollado por Activision contiene una unidad militar llamada 'Eco ranger', que puede ser usada para destruir completamente una ciudad y sus alrededores, utilizando para ello nanomáquinas en un sentido similar al de la plaga gris pero para acabar convirtiendo los lugares destruidos en zonas silvestres.

- En el álbum California de 1999 de Mr. Bungle, la canción "None of Them Knew They Were Robots" ("Ninguno de ellos sabía que eran robots") contiene el texto: «I feel the grey goo boiling in my blood» ("siento la plaga gris hirviendo en la sangre").

- El juego Nanobreaker de Konami tiene una secuencia de apertura en la que las nanomáquinas reducen todos los organismos vivientes en una isla a plaga gris.

- En la película The Day the Earth Stood Still de 2008 el robot Gort está formado por nanobots que acaban devorando todo lo que encuentran a su paso a la vez que se multiplican.

- En la serie animada The Powerpuff Girls aparece en un capítulo una amenaza en forma de nube que al liberar las gotas de lluvia en cada una cae una nanomáquina que se reproduce absorbiendo el carbono presente en los objetos cotidianos. No hallando como combatirlos, las heroínas deben reducir su tamaño y destruirlas una por una.

- El concepto aparece en la canción de Sonic Youth "My Friend Goo".

- En la serie de animación Liga de la justicia ilimitada (episodio "Corazón Oscuro"), un robot capaz de replicarse es lanzado al espacio. Diez años después regresa a la tierra creando réplicas de arañas y otros tipos de animales sin control amenazando con destruir el planeta entero.

- En el anime Turn A Gundam el ∀ Gundam tiene el poder para crear una plaga gris capaz de acabar con la civilización, este poder es conocido como "Moonlight Butterfly".